# 銀禧花園

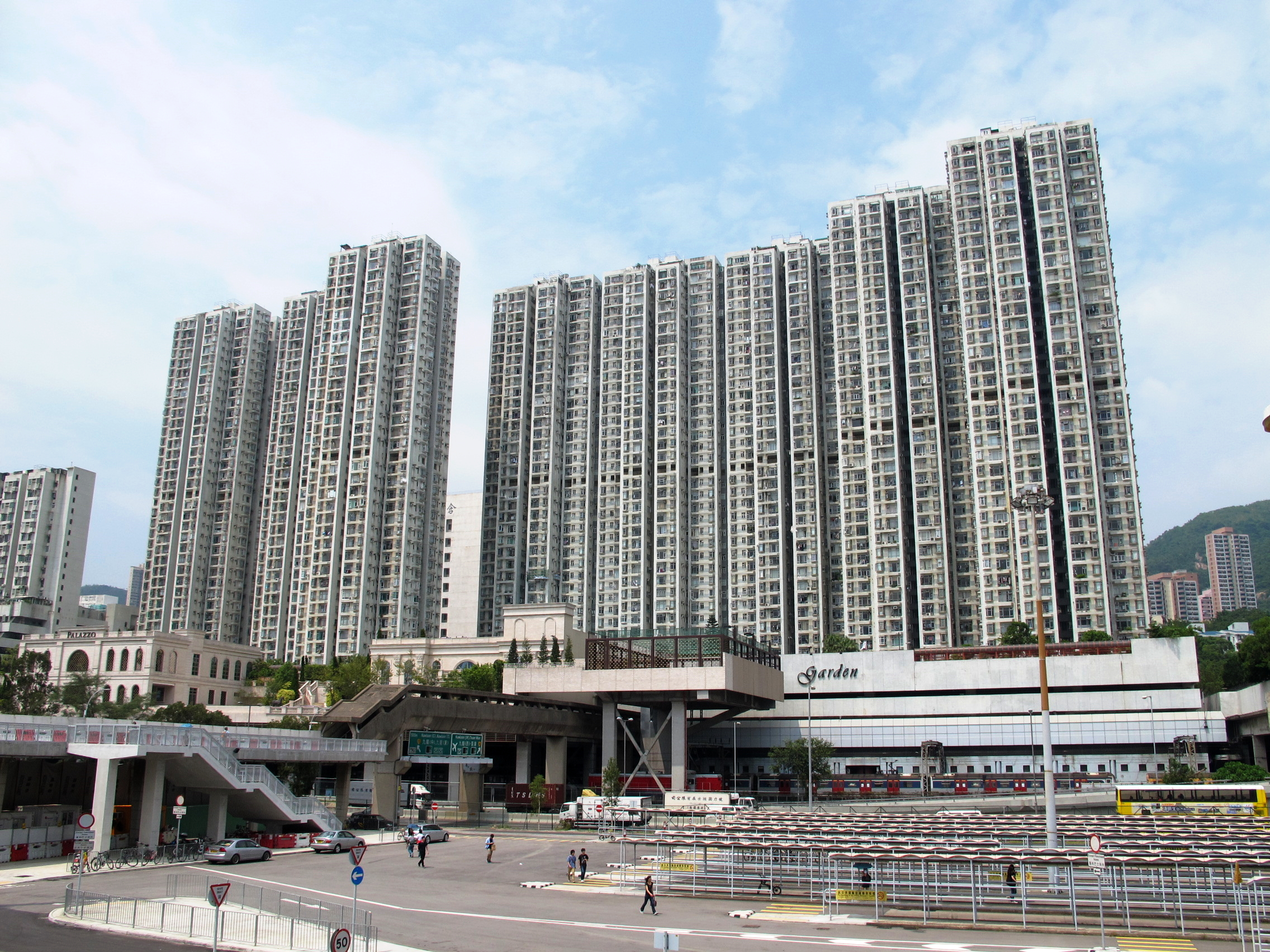
翻新前的銀禧花園（2012年9月）

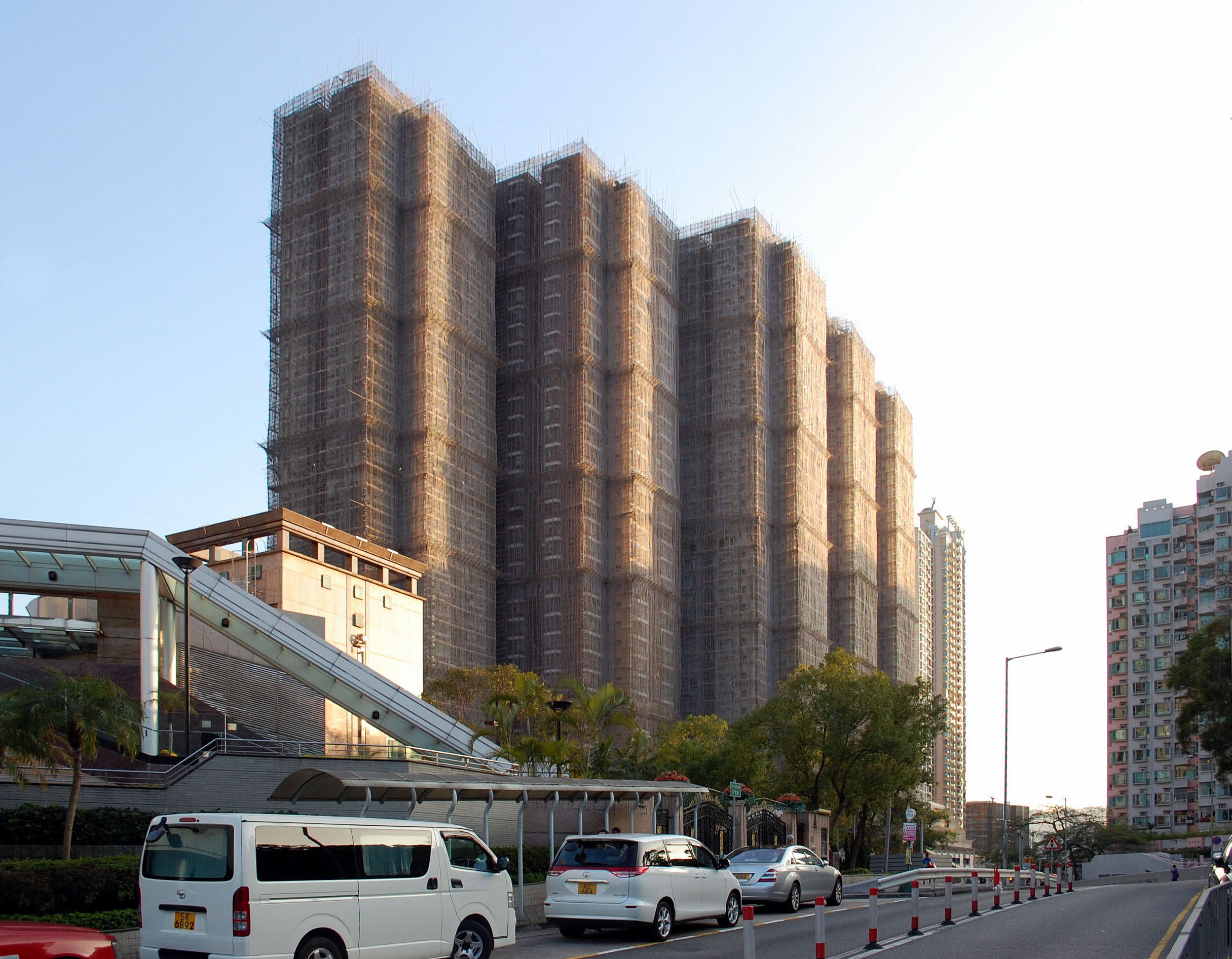
翻新中的銀禧花園（2014年2月）

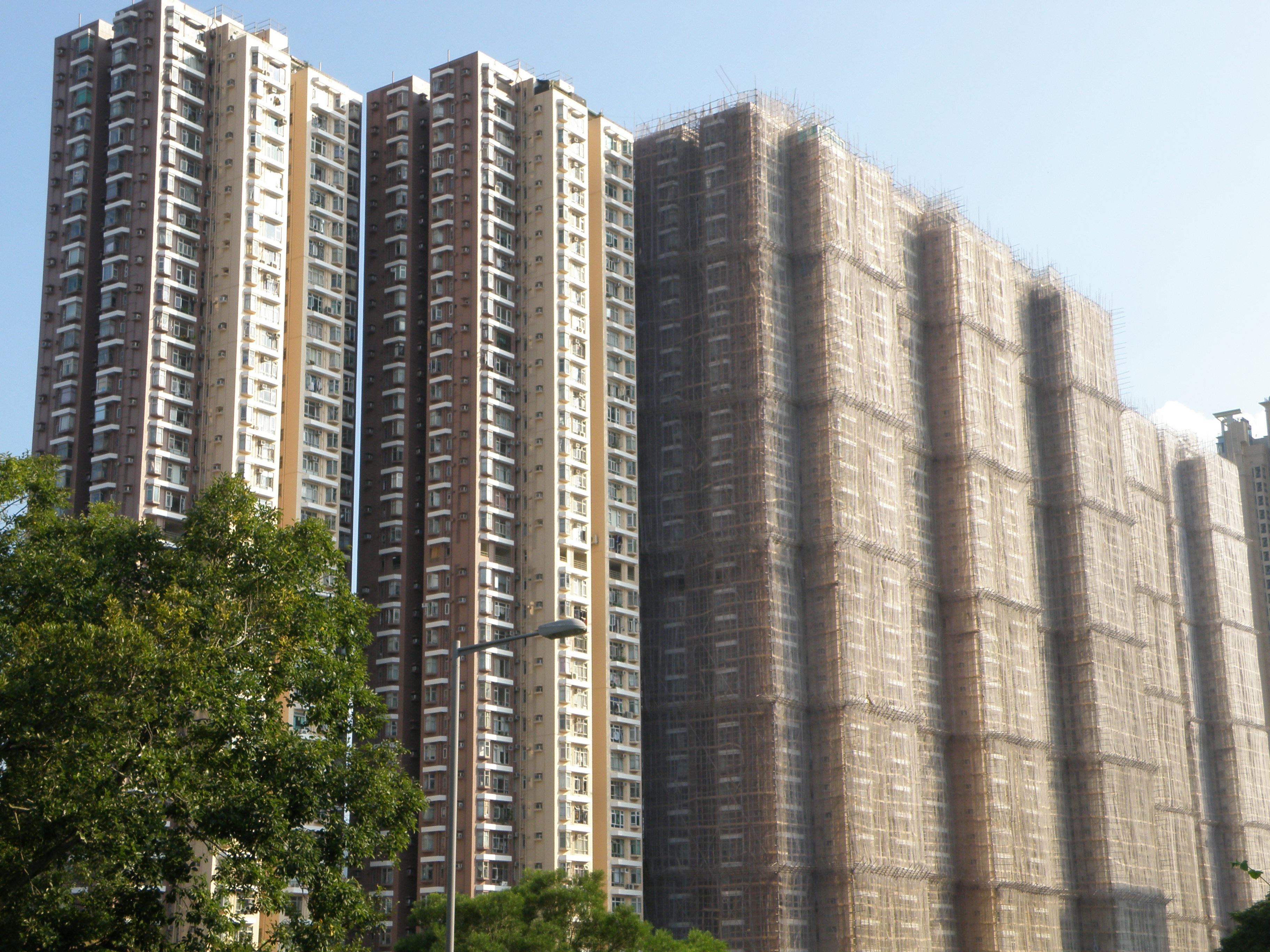
翻新中的銀禧花園（2014年9月）

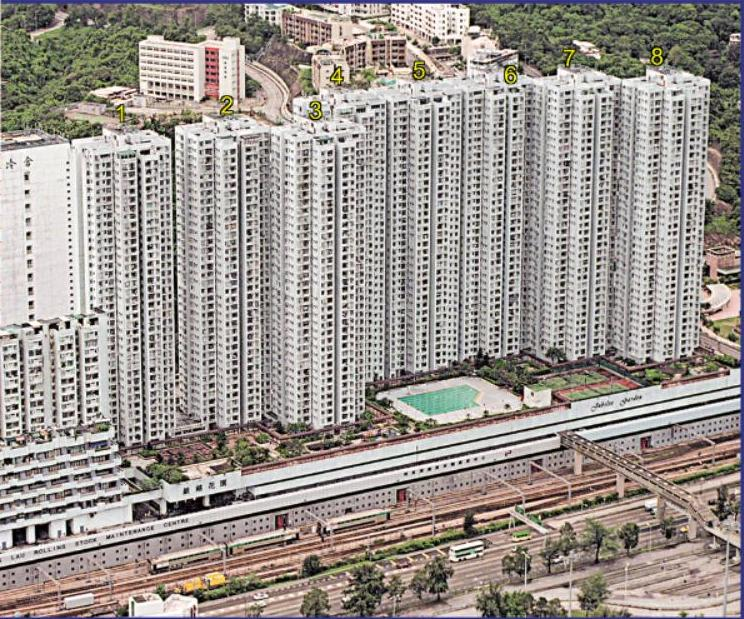
俯瞰銀禧花園

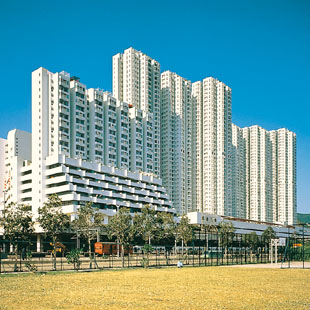
從城門河旁外望銀禧花園

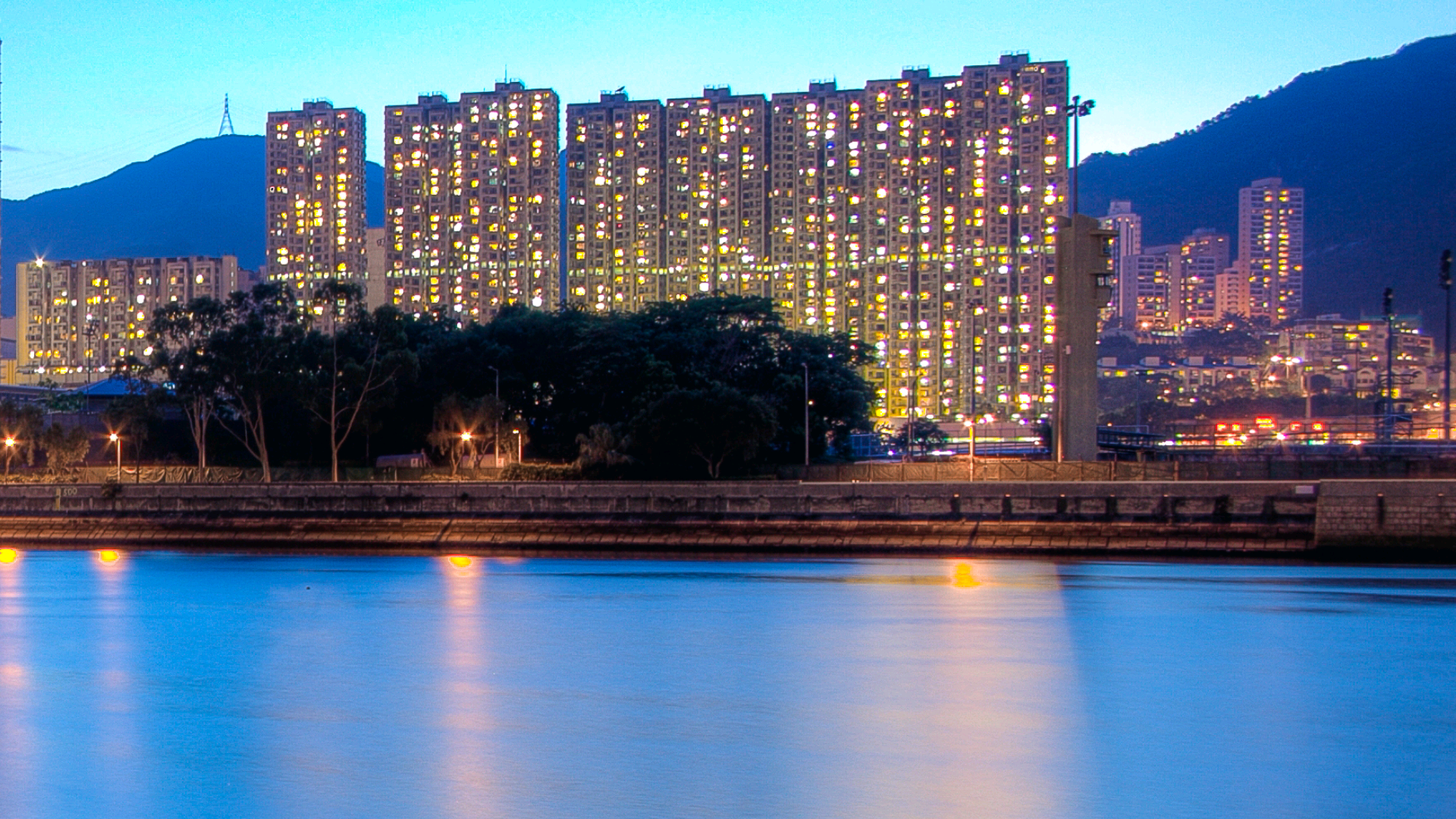
銀禧花園夜景

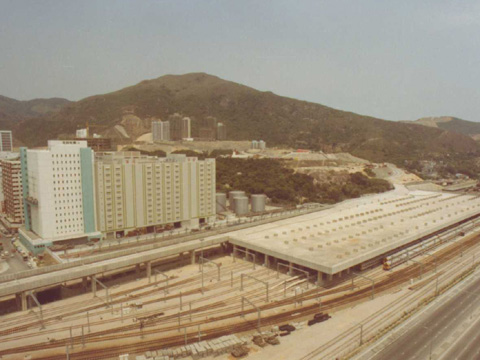
銀禧花園的前身，九鐵何東樓車廠上蓋（1982年）

22°23′50″N 114°12′00″E / 22.397152°N 114.200102°E
銀禧花園（英語：Jubilee Garden）為沙田區一個私人屋苑，位於香港新界沙田區火炭樂景街2-18號，由長江實業、僑光置業及會德豐合作發展，由王歐陽建築師事務所設計。單位成交及放盤量較多，昔日以高尚住宅項目作為定位。物業大部分單位可享開揚沙田馬場景觀或九肚山山景。物業基座為港鐵東鐵綫何東樓車廠，鄰近火炭站及馬場站。

## 簡介
銀禧花園共有8座一字排開，其中包括8幢高座住宅（第1至8座）及1幢複式住宅大廈（銀禧閣），單位總數2,260個。銀禧花園一期（第4至8座）於1985年10月16日入伙，二期（第1至3座）則於1986年5月8日入伙。
銀禧花園單位設有大型玻璃窗，約一半單位可飽覽沙田馬場、香港體育學院、彭福公園、城門河景、正望御龍山住客會所、明星海鮮舫及大圍全景；而另一半單位可望穗禾路一帶、火炭工業區、樂林路及九肚山山景。屋苑最大特色就是實用率高達81%。此外，20樓為隔火層，是香港首批設有防火層的住宅之一。屋苑管理由長江實業旗下高衛物業管理負責。
物業附設商場及冷氣街市，面積約150,000平方呎，更設有大型泳池、乒乓球室、網球場、籃球場、兒童遊樂室、兒童遊樂區等住客設施。

## 發展沿革

### 入伙前
銀禧花園第六座原址就是昔日的何東樓，其後於1968年重建為何東樓火車維修廠。後來隨着1970-80年代港府積極發展沙田新市鎮，人口急增，九廣鐵路實行電氣化以應付不斷增加的需求，位於物業基座的何東樓車廠亦準備進行大規模擴建。在南廠興建前，政府於1979年4月以官地招標方式，推出銀禧花園所在地皮，是香港歷來少數鐵路公司無份參與的上蓋發展項目。
按投標章程顯示，銀禧花園位處沙田15B區，屬沙田市地段87號，面積約2.66公頃；而在興建上蓋物業前，政府會代為興建基座車廠及毗鄰道路，但所有費用均由中標公司支付，另車廠部分通過設定地役權，供九廣鐵路使用。該地段共接獲4份標書，最終由長江實業與僑光置業合組之「宜賓地產發展有限公司」在1979年7月9日以港幣3.83億元投得，隨後於同年8月簽訂地契。
物業投標時，連接該地段的D15A路（即現時樂景街）及鄰近的九廣鐵路火炭車站尚未建成。但沙田馬場於1978年興建時已預留天橋接駁位置至該地段，以供日後發展時貫通馬場至火炭車站等地。屋苑建築師為王歐陽（香港）有限公司（Wong and Ouyang），同期的設計有沙田第一城和北角城市花園。
1980年8月，長實將銀禧花園40%權益，轉售至與聯邦地產合營的「卓見投資有限公司」，後者因而間接獲得此屋苑20%的權益。
隨著何東樓車廠於1982年完成擴建，銀禧花園所在平台亦於同年5月21日由新界拓展署，交付予「宜賓地產」以興建屋苑各樓宇。
銀禧花園於1985年10月16日取得「佔用許可證」，正式落成。翻查物業的公契，第一個予以購買的單位是7座某高層單位，而業主周年茂時為「宜賓地產」的董事（前長實高層）。

### 入伙後
1980年代，物業附近只有落路下村、火炭站南面大堂及樂林路上的小型屋苑，直至1989年賽馬會體藝中學落成。
1990年代，樂景街建成了火炭鐵路大樓、榕翠園、駿景園及火炭站北面大堂（即C,D出口）。北面大堂的建成使屋苑居民步行至火車站距離減少，而駿景商場則為居民提供多一個購物選擇。另外銀禧花園及駿景園之間的三角位（近籃球場位置，南北二廠間平交道上方）建了隔音屏障，減輕了鐵路行駛噪音對屋苑的滋擾。駿景園的發展亦為銀禧花園居民提供了一個新的休憩公共空間——駿景商場頂層的公眾花園。
2000年後，物業附近主要的發展有：御龍山，連接樂信徑及大埔公路馬料水段的D15道路（後成為駿景路的一段），及榕翠園旁的隔音屏障。其中御龍山會所為部分銀禧花園單位遮擋了來自大埔公路和鐵路行駛的噪音，而御龍山一段公眾通道也分流了部分來往沙田馬場的馬迷，減輕了人流對銀禧花園的滋擾（而部分本屬銀禧花園的往馬場行人通道，亦因而改劃入御龍山範圍）。
而D15道路則提供除火炭路以外，第二條火炭區對外通路，使銀禧花園駕駛者或乘坐公共交通工具者有更多選擇（減少路程及增辦了28K小巴線）。榕翠園旁的隔音屏障於2010年建成，進一步減輕鐵路行駛的噪音滋擾。
2011年年中，香港賽馬會在沙田馬場的巴士站附近進行工程及改建。其規劃顯示，馬會欲建一座全新、約九層高的辦公大樓於巴士站的上方。馬會此舉受到鄰近屋苑，包括銀禧花園、御龍山及駿景園的強烈反對，他們認為馬會及當局在工程前未有好好諮詢居民。另外擬建的辦公大樓對區內的環境、通風、採光、交通、嘈音及對屋苑部分單位的景觀都有負面影響。其中銀禧花園業主立案法團、御龍山業主委員會、時任立法會議員梁國雄、時任區議員龐愛蘭、銀禧花園業主權益關注會、反對馬會興建屏風樓行動組等都對擬建大樓持反對意見，並為此組織了遊行、示威和簽名運動來反映居民的訴求，要求當局擱置馬會申請。
而在2023年，屋苑附近的惠康貨倉完成重建，成為私人屋苑星凱·堤岸，遮擋西北面部分單位的景觀。

## 單位設施

### 基本資料
銀禧花園分為第一期（第4至8座）及第二期（第1至3座），連同銀禧閣共9座，每座38層高（銀禧閣6層高），共提供2,260個單位。第1至8座每層（4-19樓，21-38樓）有8伙，編號為A-H的單位，每座有272伙，分別座向城門河或火炭區。而銀禧閣為複式住宅，每層（8-18樓）有7伙，編號為A1-G2的單位，共有84伙，全部座向城門河。
第1至8座每戶單位建築面積為448至653平方呎，有單房及兩房設計，戶型分448（+117）、528（+107）、580（+83）、623、644、653平方呎共6種（括號內數字為陽台面積）。銀禧閣每戶單位建築面積為1094至1117平方呎，全屬三房設計，分複式和頂樓三複式戶型。
地理位置上以銀禧閣及第1座最接近火炭站，第7、8座最接近駿景園。值得一提的是，銀禧花園其中198個單位由政府財政司司長法團持有，由政府產業署代為管理，用作警察宿舍。另外，屋苑是少數可飼養寵物（包括貓、狗）的1980年代入伙大型鐵路上蓋物業（在不違反其他大廈公契條款下）。

### 各類配置
每戶均設有大堂對講機，警報按鈕（Panic Alarm），及已接駁屋苑閉路電視系統。每個單位內均設有窗台及花槽，而頂層更有露天陽台。每層則設有東芝牌升降機直達（1至8座每座3台，除避火層及38樓外，因升降機機房直接設於天台），火警鐘，救火喉及走火樓梯等公用設施。
每座均設有空氣調節的升降機大堂，內有保安崗位及各戶信箱。另在平台設有有蓋行人通道通往購物商場。第1至8座的20樓為隔火層，天台則有各類公用設施，如非緊急情況不可進入。

### 公用事業系统
屋苑已接駁至各類公用事業系统，包括：
- 電網：中華電力，單位內供應單相電
- 食水及沖廁用鹹水：水務署
- 中央管道煤氣：中華煤氣
- 固網電訊：電訊盈科、和記環球電訊、香港寬頻、有線寬頻
- 電視系統：各本地免費電視台的高清及標清頻道、衛星電視、收費電視

### 停車場
住宅停車場位於1及2樓，共提供508個有蓋車位。業權已由發展商售賣予各投資者，可於市場上自由租賃。值得的留意是，根據公契規定，停車場車位只可供予居民和真正的探訪者使用。

### 物業管理服務
住宅部份的管理服務現由長江實業旗下高衛物業管理提供。住宅單位每月管理費連同儲備基金於2010年底約為$1.05/平方呎，以653平方呎單位為例每月需付680元。
管理費每月1日到期繳交。住戶可以繳費靈、自動轉賬、郵寄支票、投入支票箱或親身以現金到服務中心繳付。逾期交費可被徵收額外利息，另長期拖欠管理費可被入稟追討，甚至在土地註冊處登記法院押記令而導致物業難以轉讓（又稱釘契）。
根據1985年的大廈公契，在入伙初期高衛收取高達屋苑開支的15%作為經理人酬金。於2010經理人酬金水平為7%，每月約110,000元。

## 住客設施及服務

### 花園平台

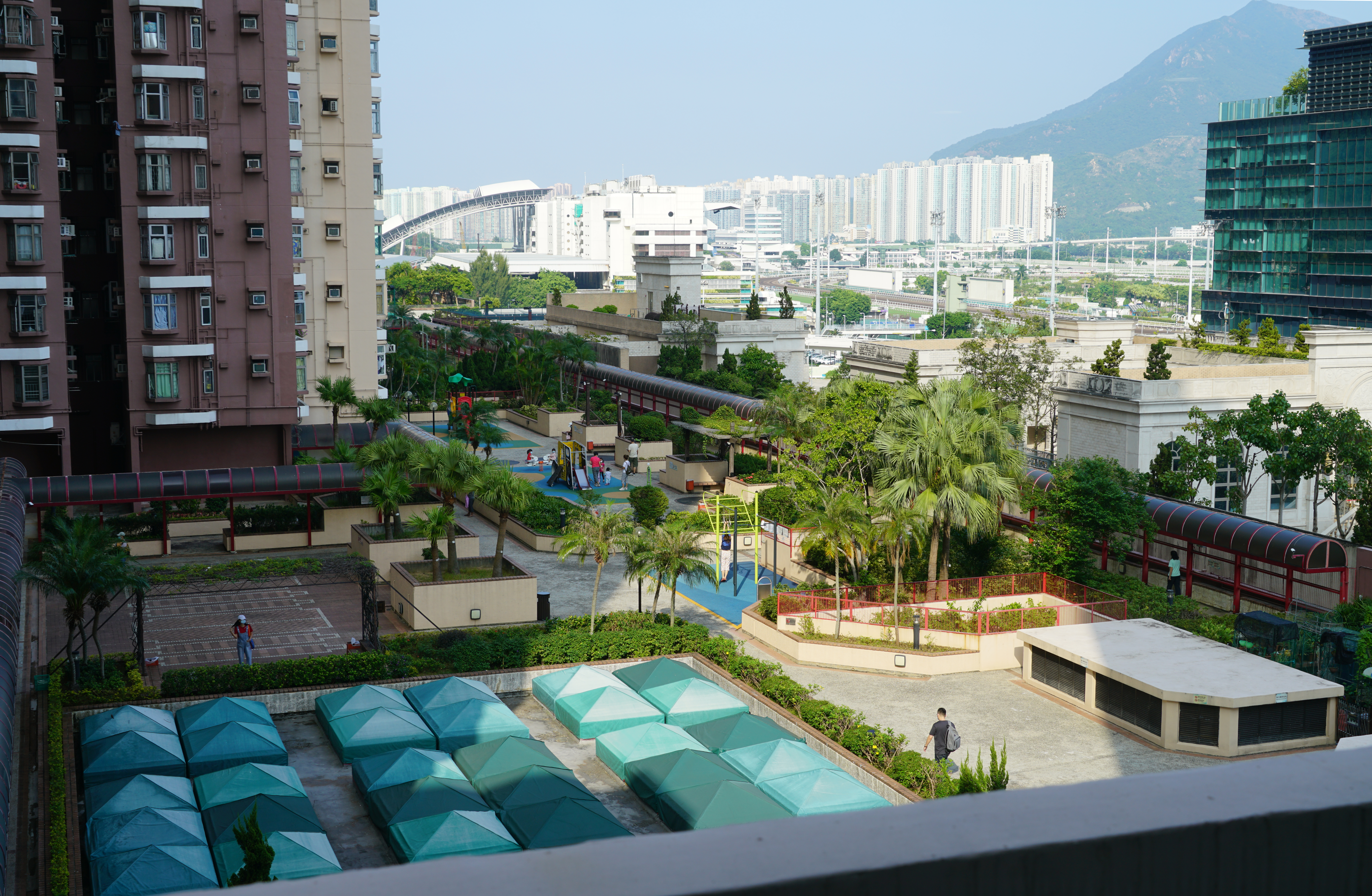
花園平台上的兒童遊樂場、健體區及有蓋行人通道

花園平台位於物業3樓平台，設有花圃種滿各式花卉及樹木，有聘用園丁定期保養。另外平台亦有涼亭、象棋枱、長凳等休閒設施，為住戶提供一個露天休憩空間。喜歡晨運的住戶也常到平台的空地上耍太極和練氣功，近2座位置更設有引體上升練習器。由第2座至7座近馬場的大直路可供練習跑步和緩步跑，環繞一圈約400米。

### 戶外泳池

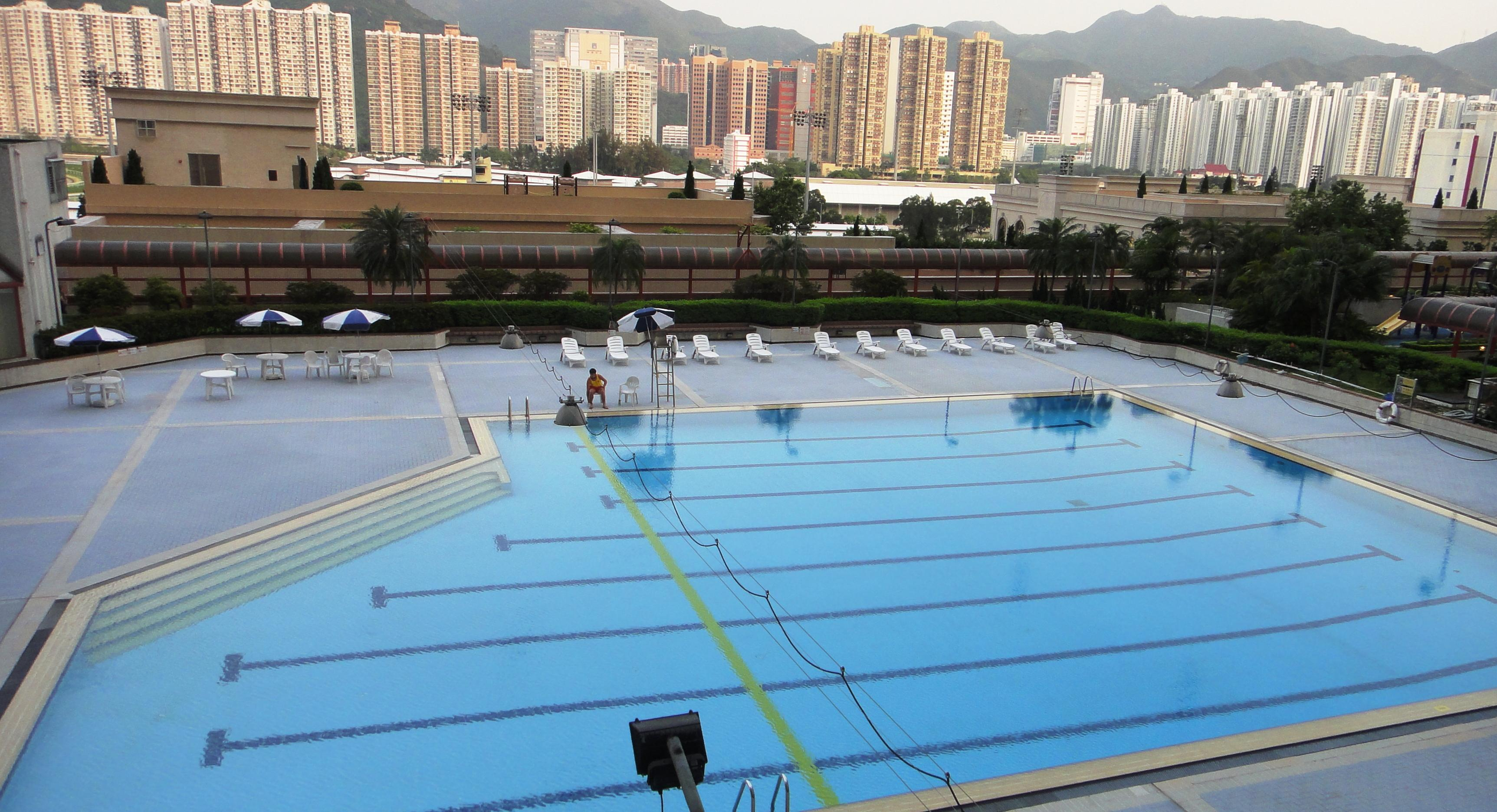
大型室外泳池

泳池位於平台第4至第5座位置，呈長方形，最長距離約25米。泳池入口附近設收費亭，男/女更衣室、洗手間及沖身設備。
泳池於每年5月至10月的泳季對住戶開放，每節均設有救生員服務。於2010年度，每節收費$15/位。如遇颱風或暴雨等因素則暫停開放。

### 網球場

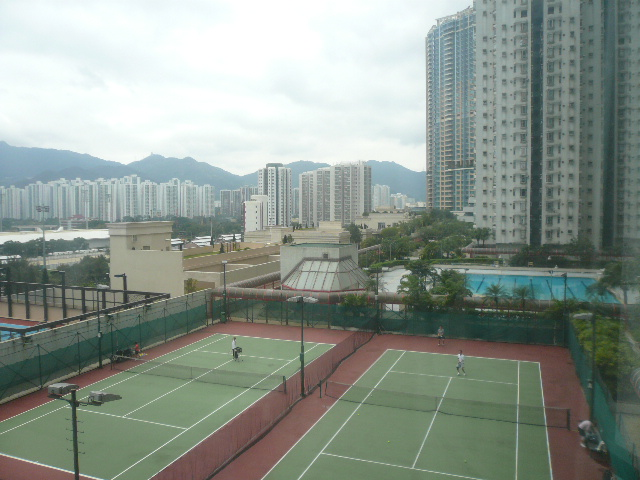
網球場

屋苑設有2個標準網球場，位於平台第7座位置。開放時間為每天07:00-22:00，每小時收費分$35（平日07:00-18:00）、$50（平日18:00-22:00附照明）（六日及公眾假期07:00-18:00不附照明）和$60（六日及公眾假期18:00-22:00附照明）住戶可到服務中心預約和繳費。

### 籃球場

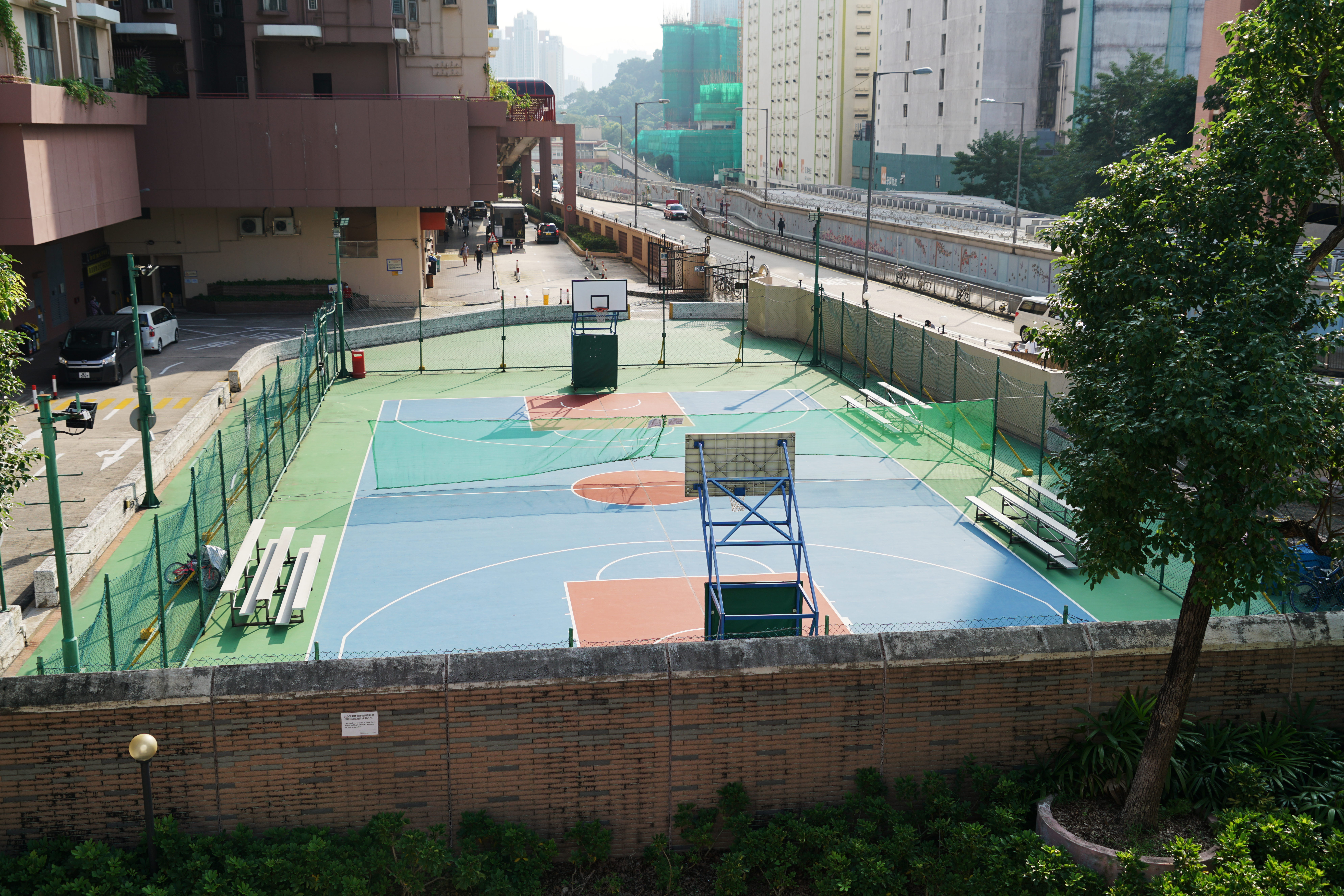
籃球場

籃球場位於近第7座地下位置，需用金錢租下,再用密碼進入。

### 兒童遊樂區
位於平台第3座位置。

### 乒乓球室
位於平台第8座位置。

### 服務中心及保安部提供的服務
檢查服務包括斷路器、沖廁水箱、對講機、電視接收、鋁窗等項目，另有代訂郵票、電召的士服務、室內小型維修、借用雨傘及夜歸護送等一般性服務。

## 商業設施

### 銀禧薈
銀禧薈前稱銀禧閣商場，位於銀禧閣住宅大廈下層，地理位置上最為接近火炭站。商場為置富產業信託旗下的物業，樓高5層，設有空氣調節，提供日常居民所需。場內設有各式店舖，可供出租面積為170,616平方呎。
- 地下至3樓之間：設有銀通自動櫃員機
- 3樓：超級市場，食肆，中式酒樓，地產中介，家庭用品連鎖店等
- 4樓：教會，牙科診所，補習社，入境事務處辦事處等
- 5樓：補習社，美容中心
- 6樓：劍擊場地等
- 7樓：幼兒園，教會

商場業主曾於2008年計劃把5、6樓全層，原為國際學校的地方租予一機構經營可供居住的老人院舍，並表示院舍運作不會影響銀禧花園居民，如：職員及老人出入只會用「貨運升降機」、不會使用花園平台。但解釋未能釋除居民的疑慮，如：是否符合地契內對商場的限制、商場內居住是否合法、改變土地用途是否已獲批准、如有閃失責任誰屬等。「銀禧花園業主權益關注會」則認為與長者共用商場設施會引起衞生問題而極力反對。時任沙田區議員龐愛蘭則未有表態，只轉達居民的聲音及憂慮。後來，經居民、法團及「關注會」一致反對下，商場業主最終取消了該計劃，使本來已經接近完成裝修的老人院撤出商場。

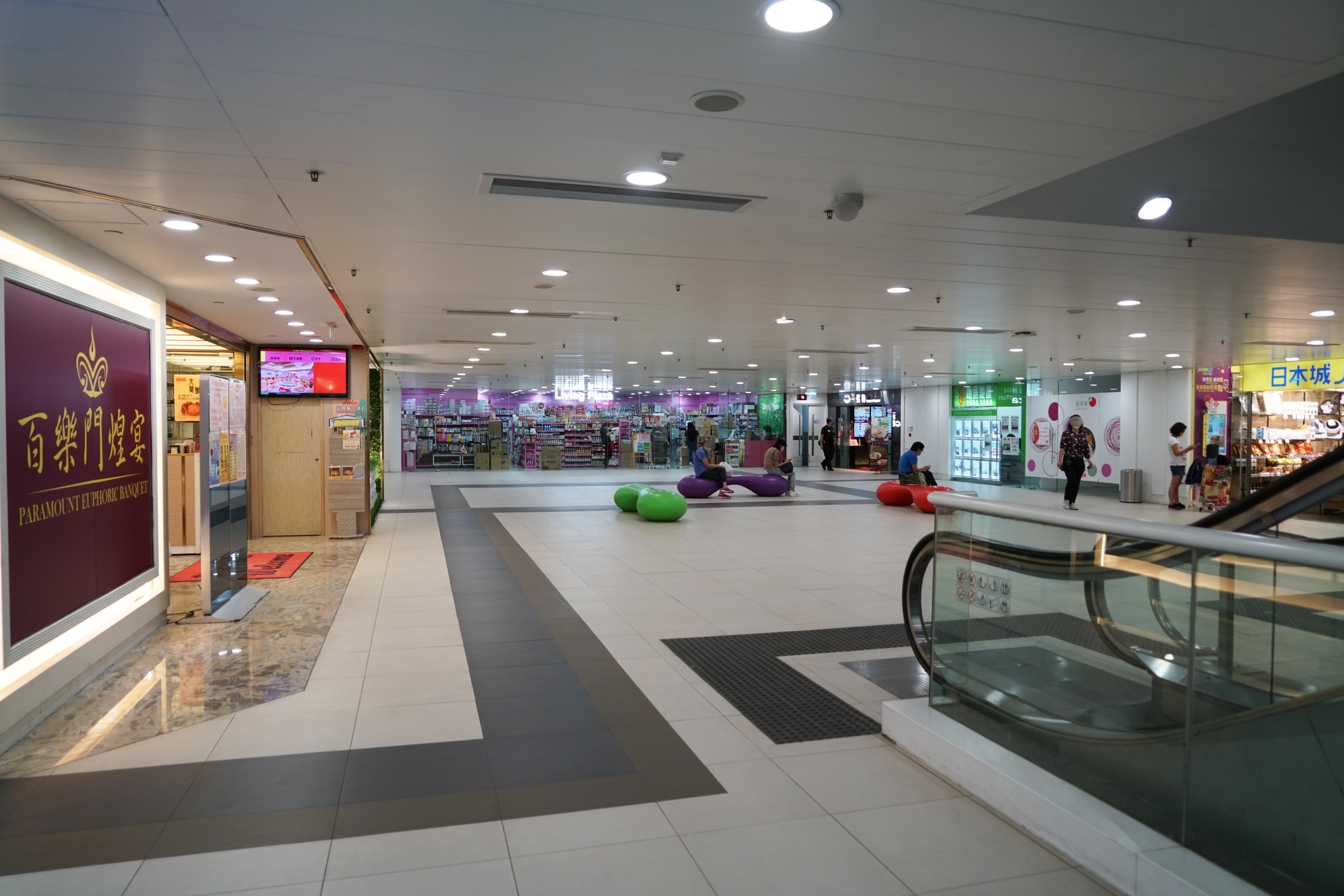
翻新後的銀禧薈3樓，2020年

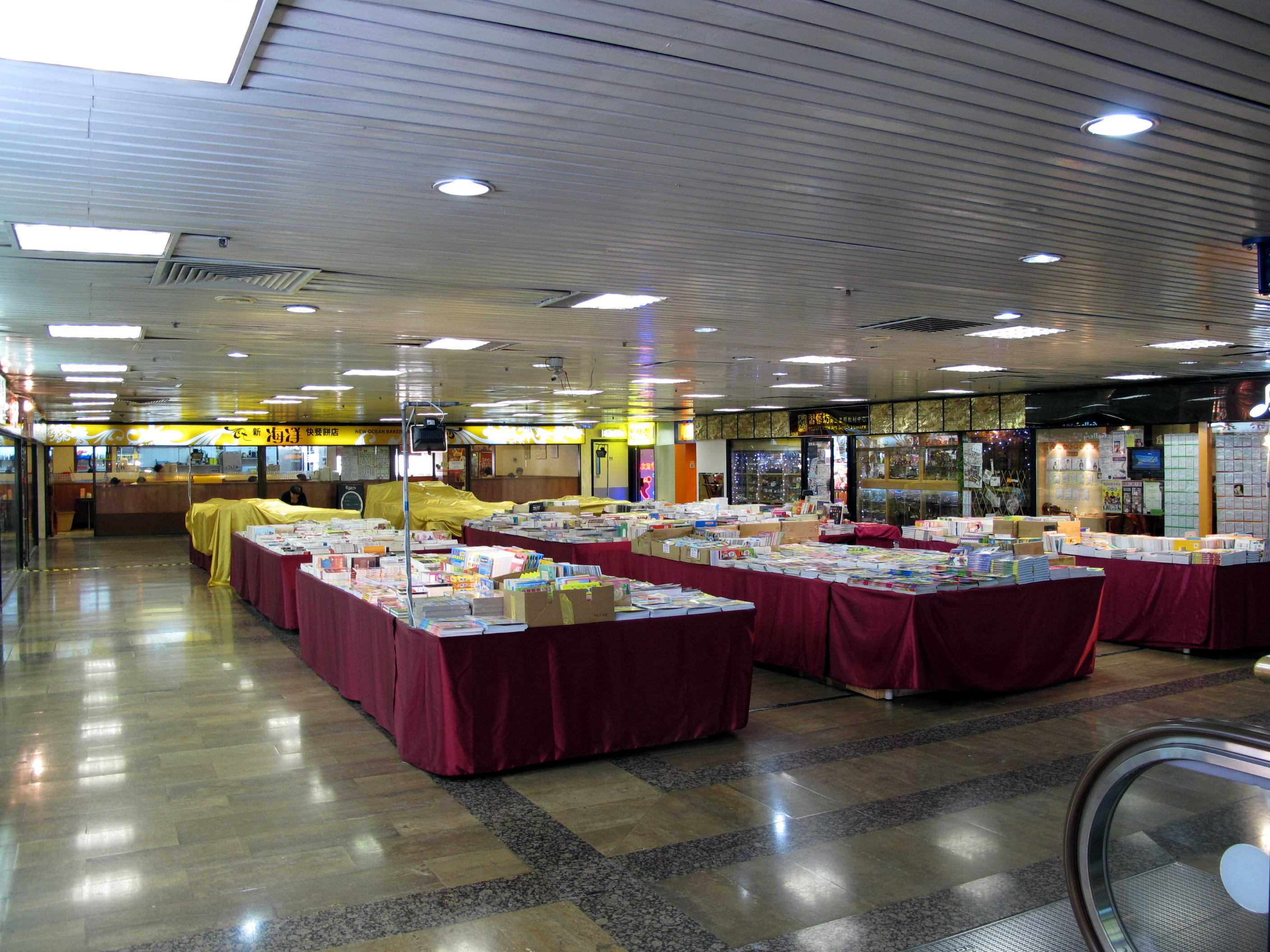
翻新前的銀禧閣商場3樓，2010年

商場業主於2011年進行公用通道翻新，至2013年底完成了由地下至3樓之間，並把商場更名為“銀禧薈”（Jubilee Square）。

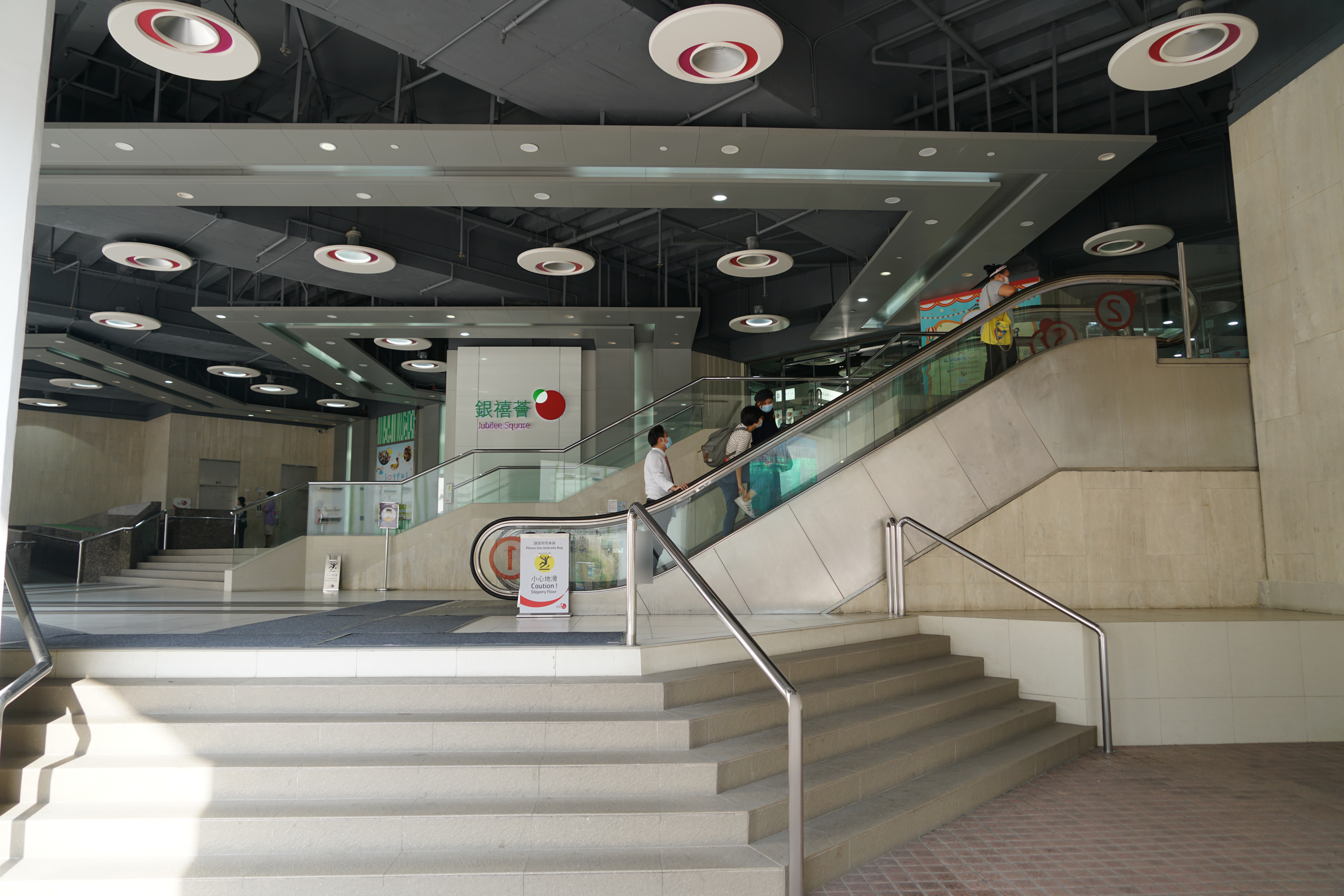
1樓
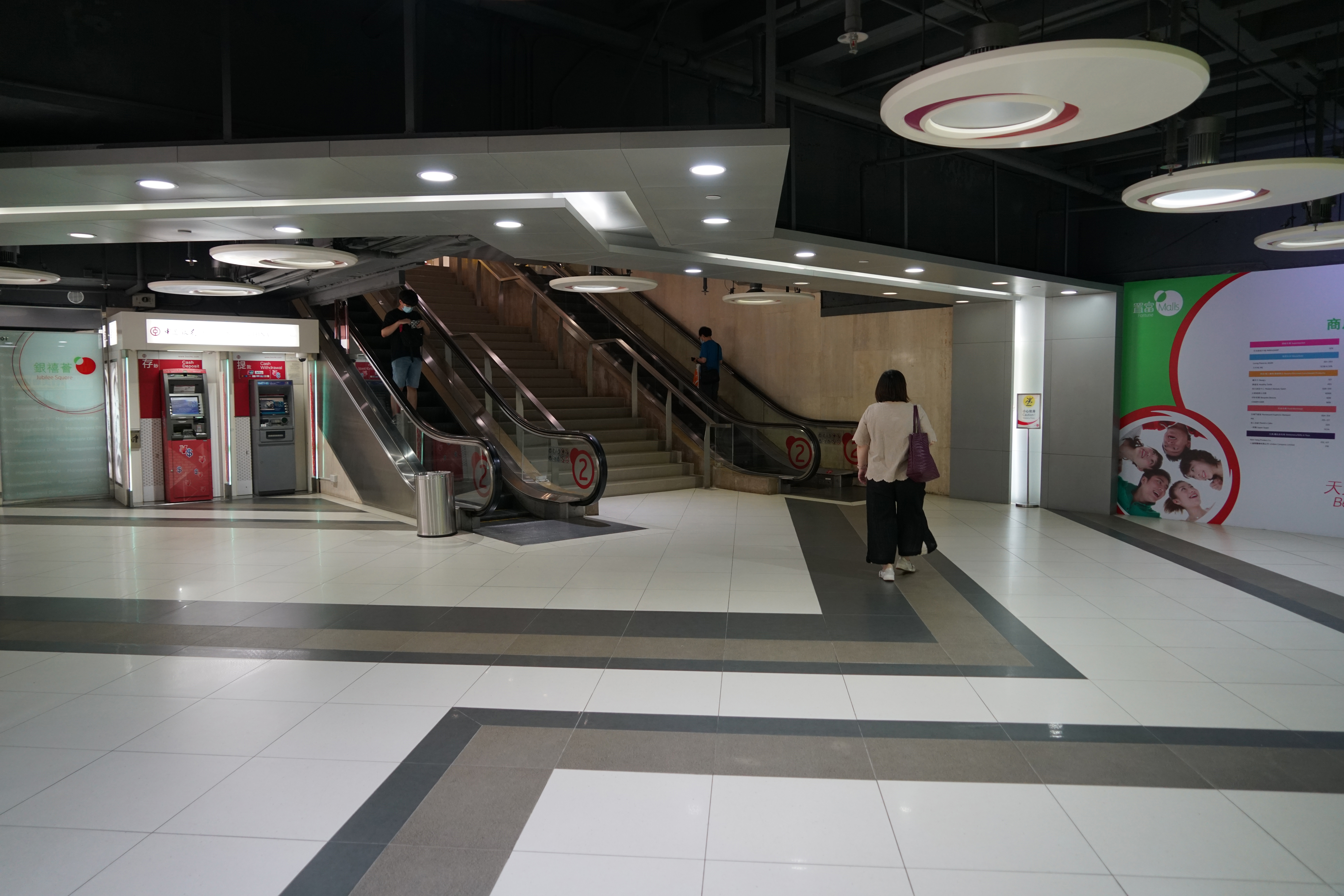
2樓
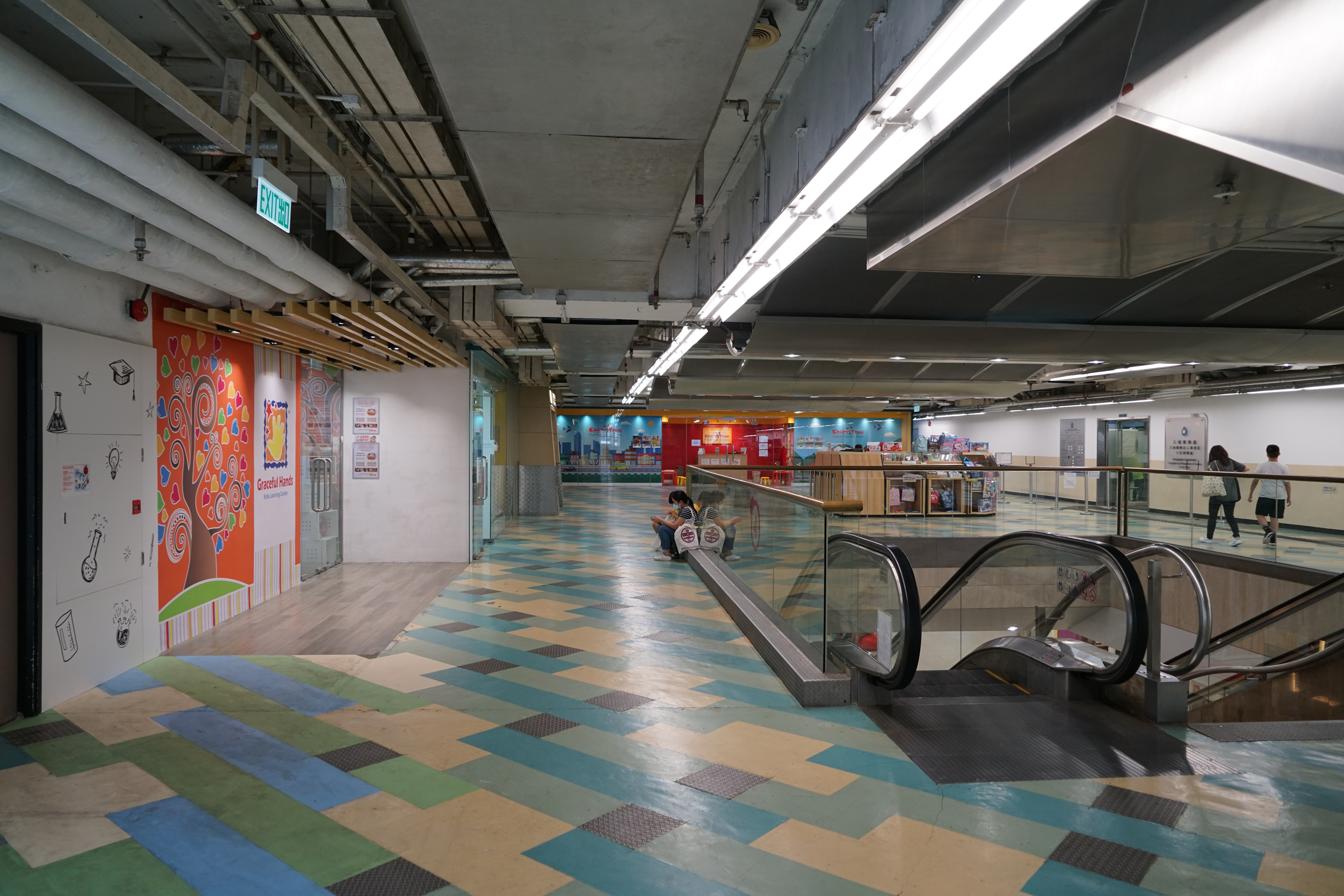
4樓
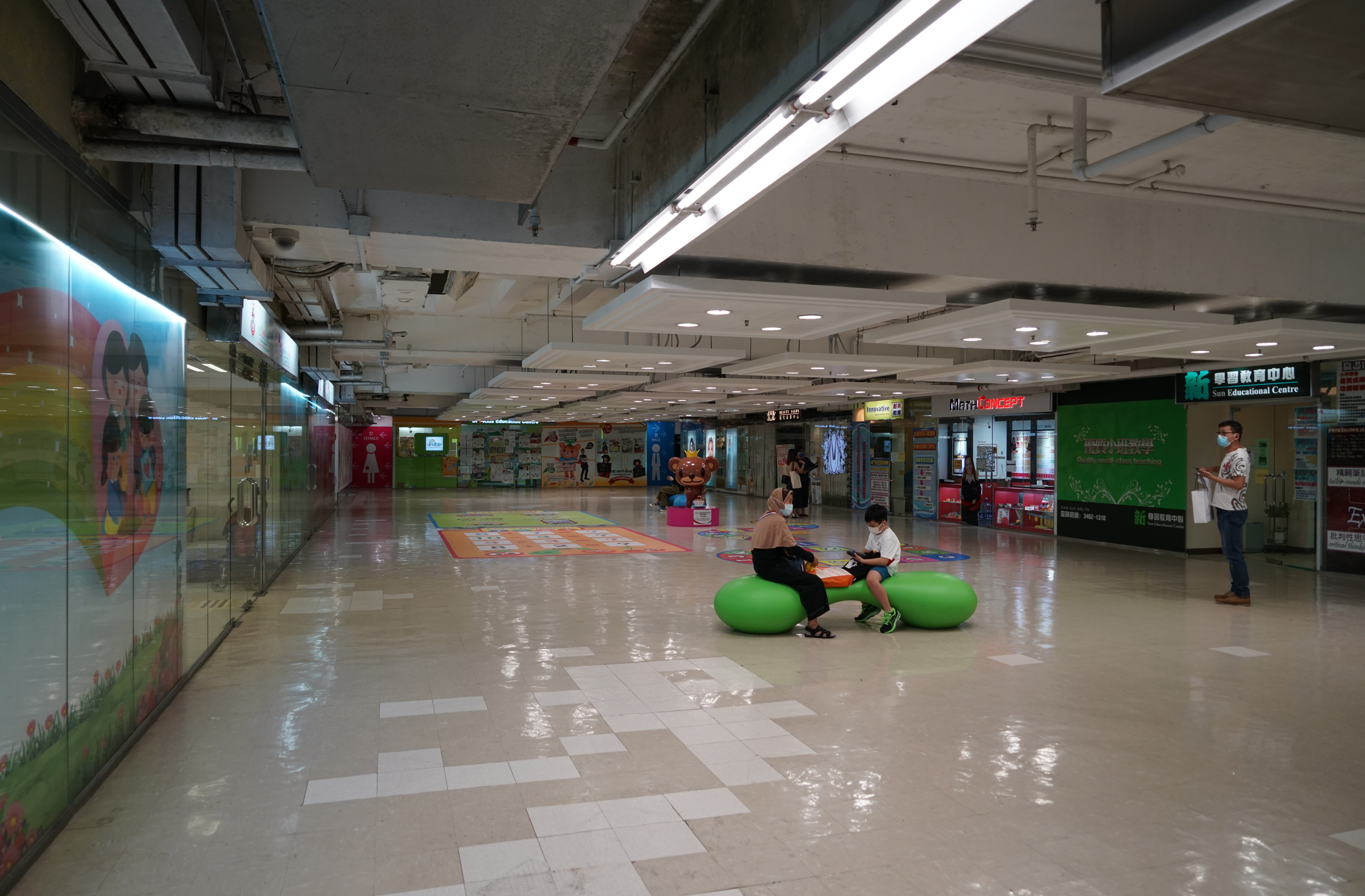
5樓
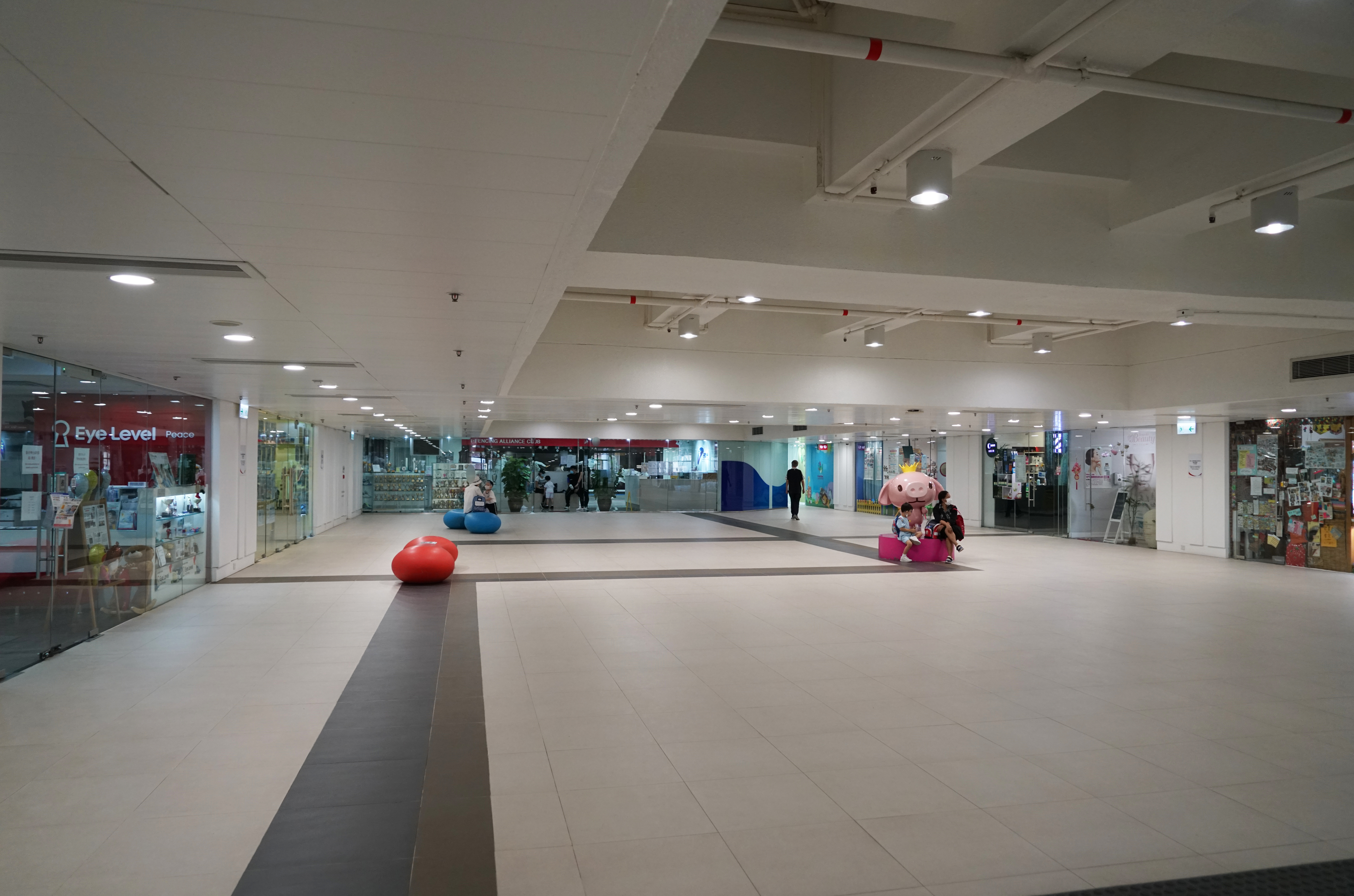
6樓
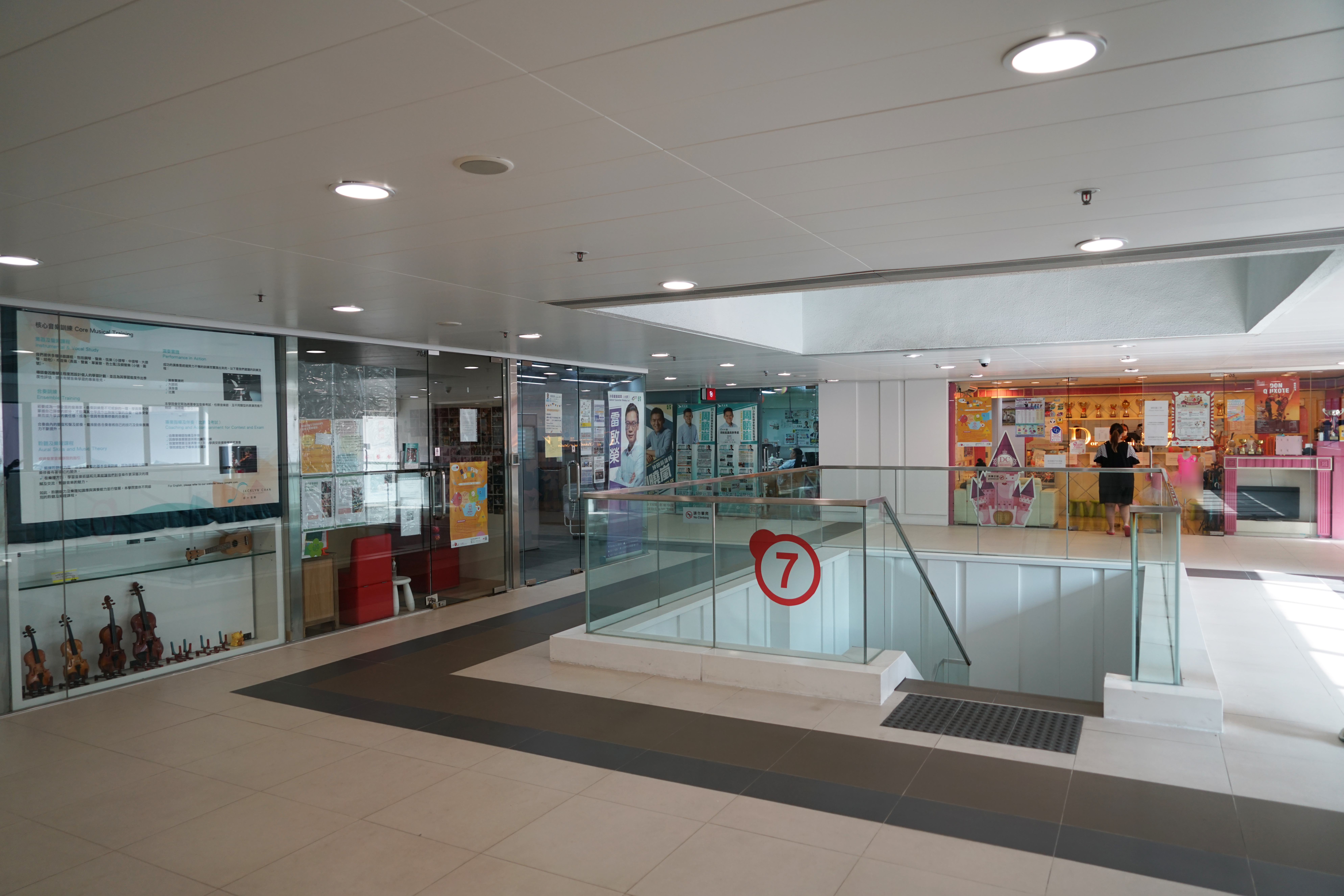
7樓

### 銀禧開心市集

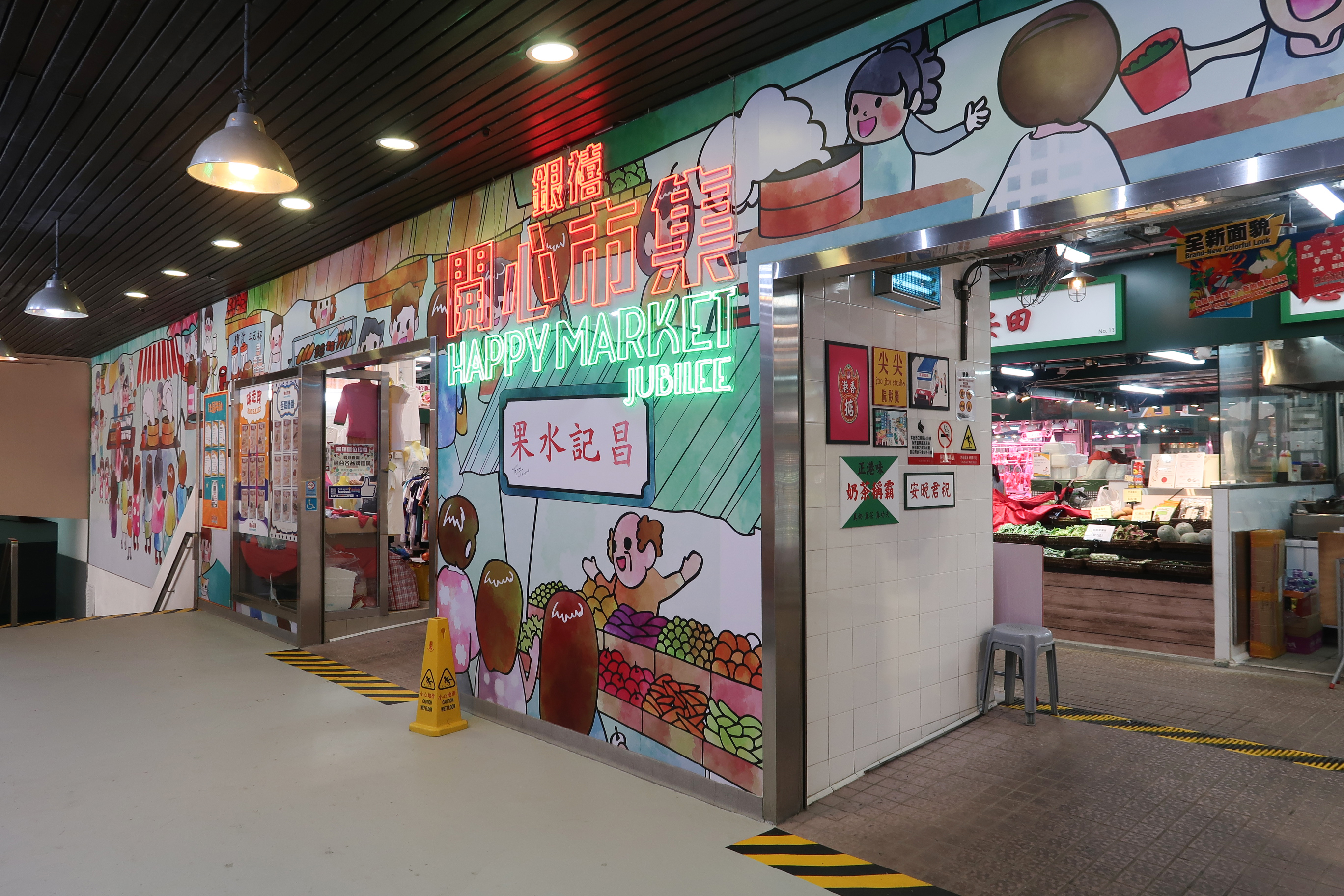
銀禧開心市集入口

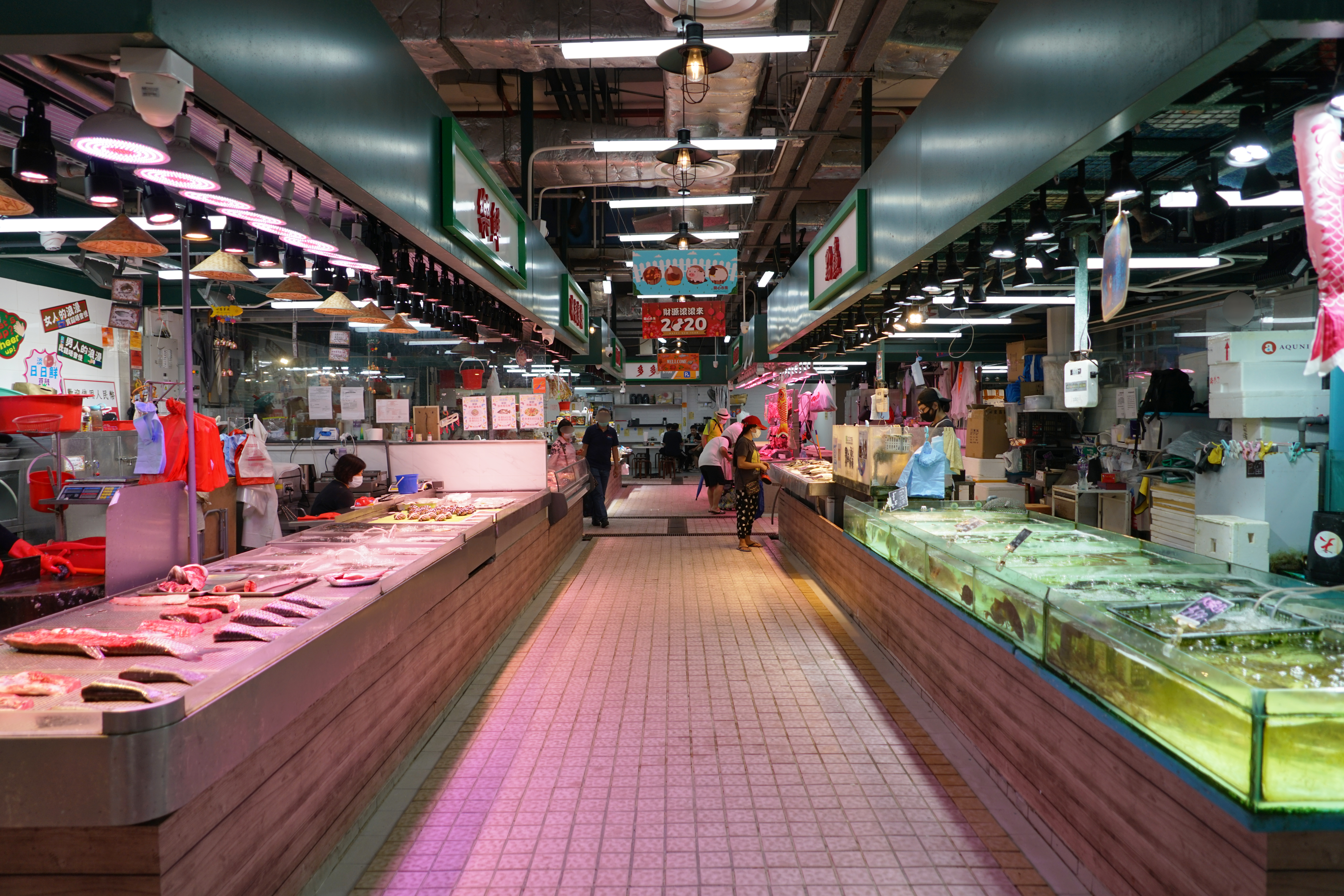
第二次翻新後的銀禧開心市集內貌，2020年

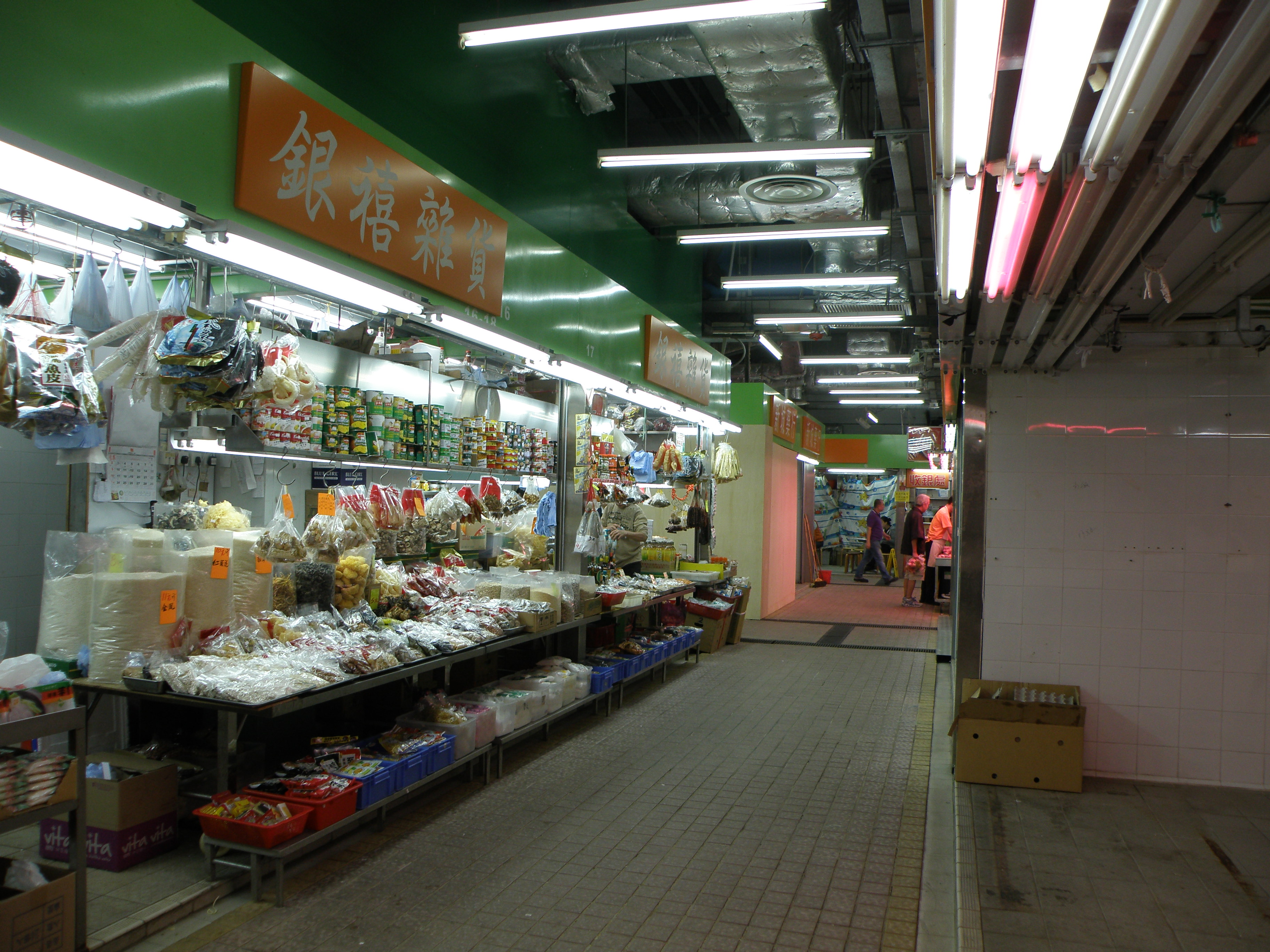
首次翻新後的銀禧街市，2014年

第1座地下附近設有街市。在空置了一段時間後，業主於2010年首次將街市翻新，引入營運商，改善了照明及設置空氣調節，命名為“J Market”。
現時街市內有售賣鮮肉、魚、菜、水果及乾貨等店舖，亦有售賣街頭小食及外賣的熟食店舖。同時，為配合銀禧薈於2011年的翻新，部份原租用商場的租戶如報社、洗衣店、裝修公司（尚未正式營業，只有已裝潢好的舖面）亦遷至街市營業。街市的開放時間為07:30至20:00。
街市在2018年進行較細規模的第二次翻新後，在同年8月重開，改名為“銀禧開心市集”。

### 時租/月租停車場

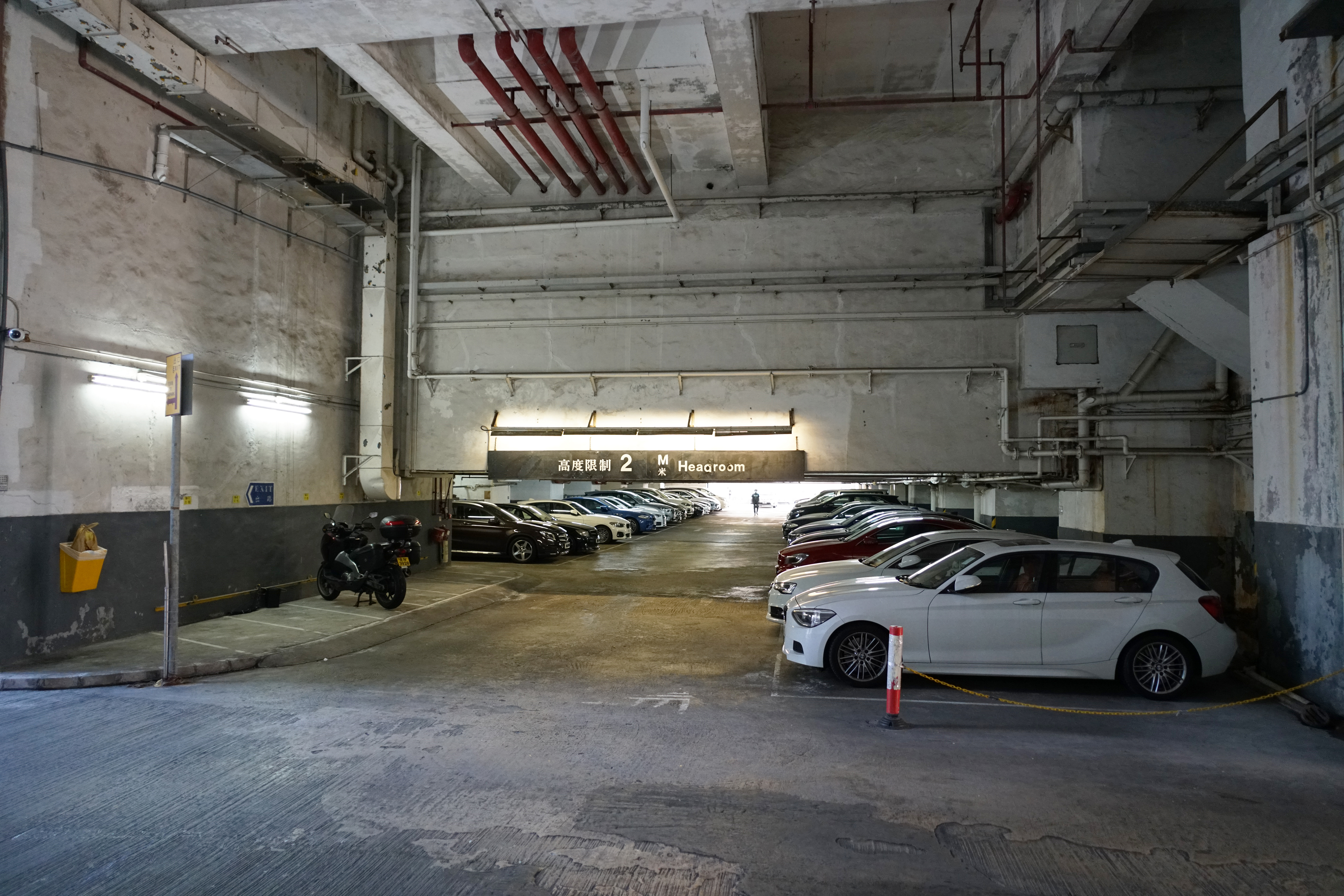
停車場

商場停車場位於地下，部分為有蓋，共提供97個泊位。由E-park Parking Management Ltd.管理。進場及繳費只能以八達通卡支付，設有時租（分賽馬日和非賽馬日收費），日泊及月租。

### 業權及管理
按置富產業信託上市文件公佈，宜賓地產為銀禧閣商場及屋苑保留部分的業權擁有者。置富產業信託上市後，原來由美地有限公司（一間由長實及TUT（作為LKS Unity Trust受託人身份）分別擁有85%及15%權益之公司），及卓見投資有限公司（長實之全資附屬公司，原為長實與會德豐合營公司））持有的宜賓地產將轉至置富產業信託。亦即是說，商場等業權仍由宜賓持有，只是宜賓的股東改為一信託基金。
商場部份現由長江實業成員公司Goodwell-Fortune Property Services Limited提供物業管理、租賃管理以及市場推廣服務，惟須受經理人ARA Asset Management (Singapore) Limited之整體管理所限。

## 教育設施及校網

### 學前教育
- 幼稚園：Joyful World International Nursery & Kindergarten，位於商場7樓，為私立學校。
- 幼稚園：Box Hill （HK） International Kindergarten，位於3樓平台，為私立學校。

### 中小學校網
- 小學：在「小一入學統籌辦法」中，屋苑位於91校網（沙田區小學校網），附近的網內學校有：培基小學、聖公會主風小學、沙田崇真學校等。
- 中學：根據香港中學學位分配辦法入學亦視乎學校網等因素而定，屋苑範圍屬NT7「沙田區」。附近的學校有：賽馬會體藝中學、沙田蘇浙公學、聖公會曾肇添中學等。

### 其他教育機構
- 商場內開設了數間連鎖式補習社，吸引不少區內外學生報讀。
- 香港專業教育學院（IVE）沙田分校位於禾輋邨旁，步程範圍之內。
- 香港中文大學位於馬料水大學站，與火炭站只有一站之隔。

## 社區設施

### 物業範圍內
- 東華三院賽馬會沙田綜合服務中心方樹福堂服務處，原址位於3樓平台，因屋苑主渠穿越中心範圍，並分別於2008年至2011年期間發生多次牆身漏水，污水渠爆裂以至糞渠水倒流事件，於2011年6月暫遷往銀禧薈商場服務，並已於2017年7月遷回原址。中心提供親子活動、課餘托管、青少年發展活動、自修室及Band房租借、家庭輔導，甚至家務助理等綜合服務。
- 入境事務處人事登記–火炭辦事處，位於商場4樓。接受香港特別行政區旅行證件的申請，包括香港特別行政區護照、簽證身份書、香港特區回港證及海員身份證及簽發上述證件。
- 龐愛蘭議員辦事處，位於商場7樓707室。提供會見市民服務、代辦長者咭、借閱社區圖書館圖書、按摩椅等。
- 蕭顯航議員辦事處，位於商場7樓706室。
- 大圍教會，位於商場4樓。
- 馬頭圍基督教會（銀禧堂），位於商場7樓。

### 物業附近
- 彭福公園是一座位於沙田馬場內的大型公園，第1座旁有通道經天橋前往。公園由香港賽馬會管理，園內有人工湖、環湖小徑、涼亭、兒童遊樂場等，可攜同狗隻前往。
- 公眾花園，位於駿景商場頂層，可從商場旁的樓梯或斜路前往。公園由啟勝管理服務有限公司管理，園內屬公共空間，向公眾開放，種有花草樹木及設有有蓋廣場。
- 樂信徑燒烤場，位於樂信徑附近的小山坡上，可從榕翠園旁的樓梯前往。燒烤場由康樂及文化事務署管理，向公眾開放。
- 仁愛堂香港台山商會長者第二活動中心，位於駿景園公眾範圍內，可從便利店旁的通道前往。
- 香港體育學院及沙田賽艇中心，均位於城門河畔，可從火炭鐵路大樓旁的紅色天橋前往。這兩個場地提供各項收費的體育訓練和培訓課程，也有部分設施可供公眾使用。
- 單車徑：樂景街已鋪設單車徑連接沙田至大埔等地，而屋苑內有單車停泊處供已登記的住戶使用。火炭村附近亦有租售各類單車的商店，部分提供日租服務。

## 交通
樂景街以至整個火炭都沒有通宵公共交通覆蓋，平時深宵時分居民主要靠的士進出屋苑。只有港鐵在特別日子（如平安夜、除夕等）提供通宵服務時，居民才不需依賴的士。2011年時任區議員龐愛蘭曾爭取新界區專線小巴61S（循環來往禾輋及旺角站），由禾輋延長至樂景街，以運輸署否決告終。

## 組織及公契

### 法人組織
銀禧花園業主立案法團，位於屋苑平台近2座位置。辦工時間為：星期一至五09:00-18:00，星期六09:00-13:00，星期日及公眾假期休息。法團聘請了行政主任應付日常營運運作。另外法團旁設康樂室供住戶使用。
銀禧花園業主立案法團按《建築物管理條例》（第344章） 於1995年2月25日註冊成立，源於之前的業主委員會，為獨立法人組織，在法律上代表所有業主管理建築物的公用部分，行使和執行有關的權利、權力、特權和職責，並有權任免物業管理公司及監督其工作。

### 業主大會及業權份數
業主大會如公司的股東大會（Shareholders' meeting），成員是該建築物的全部業主（業權人）。按個別業主佔大廈公契（Deed of Mutual Covenant, DMC）的份數，在大會上有投票權。
按大廈公契訂明，屋苑有共2,000,000份「不可分割業權份數」（Equal undivided parts 或 undivided shares），住宅佔1,335,120（約66.76%），商場的一部分佔268,000（13.4%），住宅車位佔6,096（約0.3%）。其餘是「保留份數」（Reserve shares），佔166,584（8.33%），而「保留部分」（Reserved portion）則佔224,200（11.21%）。
另訂明第1-8座4-37樓每戶佔580「份」，38樓每戶400「份」，住戶車位每個12「份」。而銀禧閣每戶則視乎大小佔約1000-1100多「份」。
「保留部分」指的是的士及╱或出租車的停車位、濕貨市場、貨車上落貨處、游泳池綜合大樓、社區服務、教育、康樂及美化市容設施、園景區、發展項目的露天場地等。根據政府租契中特別條第15（a） 條，宜賓地產有限公司對根據建於沙田市地段第87號銀禧花園的發展項目的公契的費用及收費負有個人義務，須修理、管理及維護建於沙田市地段第87 號上的所有建築物及構建物（包括該發展項目現時所處的混凝土平台），儘管其已出讓、按揭、分租、放棄管有所述沙田市地段第87 號或當中任何權益或將之出售。
值得一提的是，若擁有不少於50%「不可分割業權份數」（當中業權人必須有支付有關該份數的管理開支或負有支付有關該份數的管理開支的法律責任）通過決議，可終止委任有關經理人（物業管理公司）的聘任。亦即是說，只要有多於一半有付管理費用的「不可分割業權份數」贊成便可罷免物業管理公司，而未有支付有關該份數管理開支的業主是沒權參與有關決議。
另外投票權的行使和管理費的攤分，是分別以「不可分割業權份數」和「管理份數」作為準則。此舉會造成投票權和管理責任分配不均的情況，就是住用部分的業主須繳付較多管理費但擁有較少投票權，而非住用部分的業主（商場部分）則擁有較大投票權，但所須負的管理責任則較少。此問題已在2004年的立法會《建築物管理條例》（第344章）檢討工作小組委員會作討論。

### 管理委員會
管理委員會如公司的董事局，成員由以上的立案法團股東大會投票選出，他們在委會會議中決策日常大廈管理事務。不過，重大事項如聘請物業管理公司、年審核數師、大廈外牆工程招標等將會提供方案，再交由業主立案法團大會投票決議。
於2010年底，法團管理委員會有委員共8名，其中包括法團主席、秘書和司庫各一名。

### 歷任法團主席
- 1995-2003：廖韻兒
- 2003-2011：方鋒
- 2011-2015：方玉泉
- 2015-現時 : 龐愛蘭

### 屋苑大型維修
2009年3月14日，業主立案法團召開業主大會，表決維修大厦外牆及維修水管方案。但由於建議費用高昂及因管理公司安排不周，決議未有通過。於2010底，法團把工程重新招標。見高衛物業管理公司內的「爭議」內容。

### 管理組織
銀禧花園服務中心，現由高衞物業管理營運，位於屋苑平台近5座位置。
- 歷任物業經理：許玉娟、林志强
- 工程部及保安部，現由高衞營運，位於屋苑平台近6座位置及地下近3座停車場。

## 所屬選區及議員
據選舉管理委員會的分界建議，屋苑所屬選區為香港立法會地區直選中的新界東選區，選區編號為LC5。而區議會的民選區議員直選則屬沙田火炭選區，選區編號為R21。
屋苑已登記選民在選舉日可到選舉事務處安排的票站投票，本區曾經作為票站的地方有：商場5/7樓及附近的賽馬會體藝中學。
- 沙田區議會火炭選區歷任議員：
  - 香港特別行政區第一屆（2000至2003年）：廖韻兒
  - 香港特別行政區第二屆（2004至2007年）：蔡耀昌
  - 香港特別行政區第三屆（2008至2011年）：龐愛蘭
  - 香港特別行政區第四屆（2012至2015年）：龐愛蘭
  - 香港特別行政區第五屆（2016至2019年）：龐愛蘭
  - 香港特別行政區第六屆（2020至2021年）：雷啟榮

## 圖片

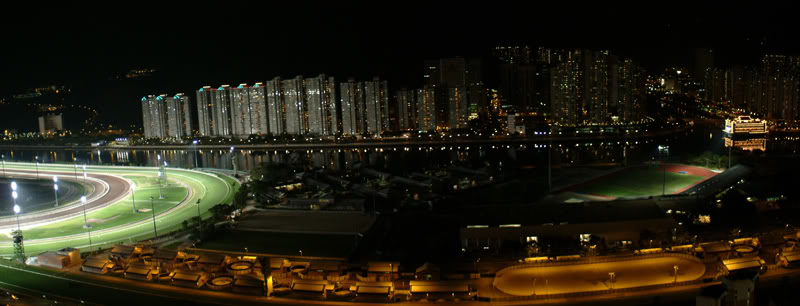
望馬鞍山夜景
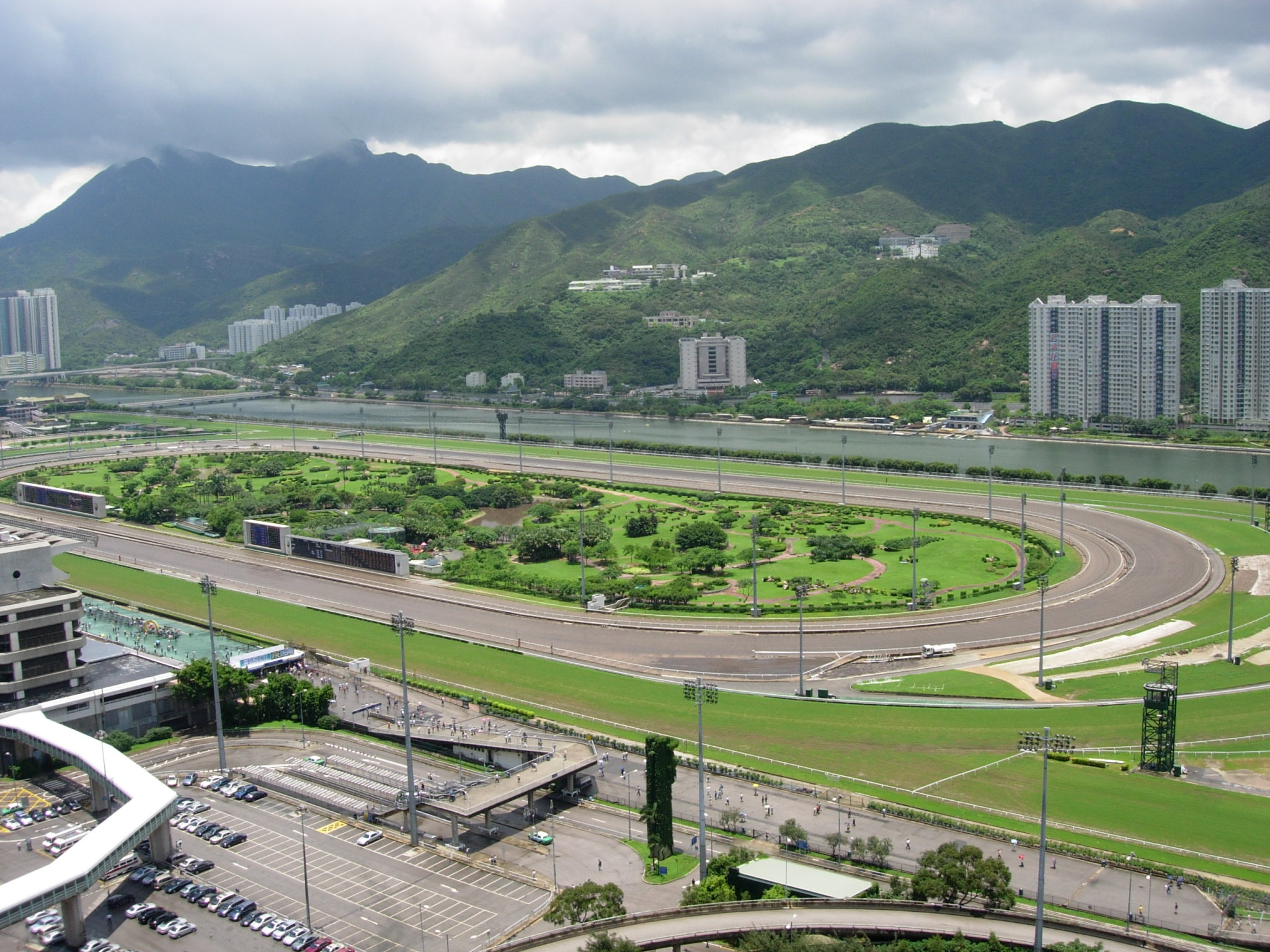
沙田馬場日景
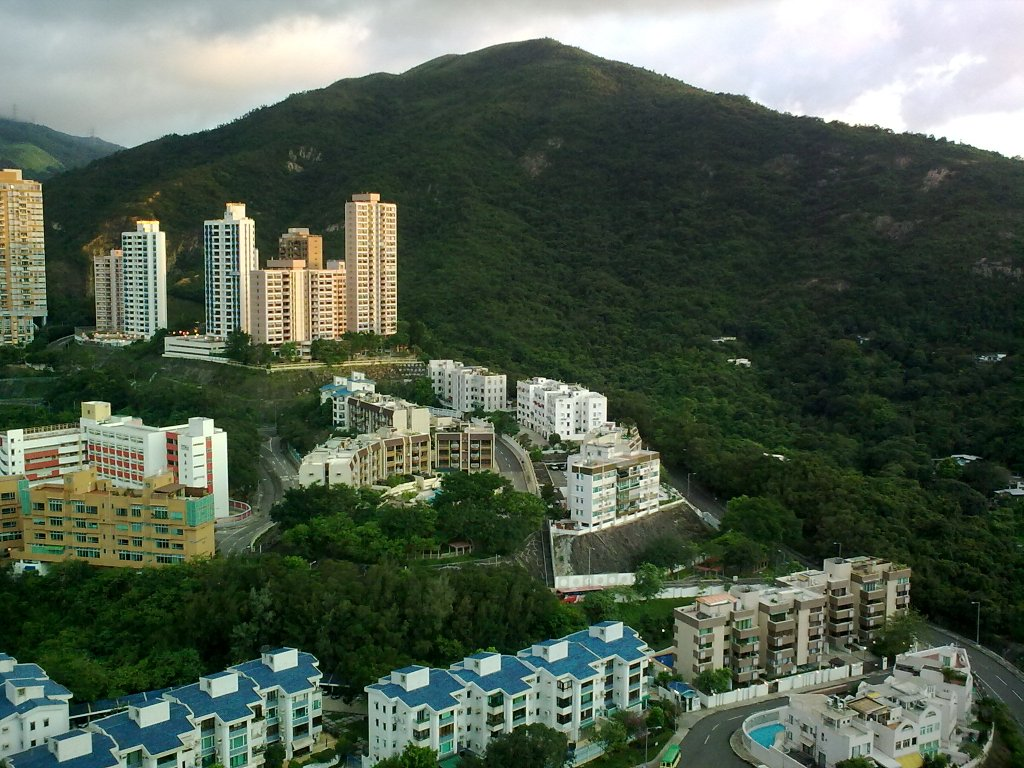
望九肚山山景
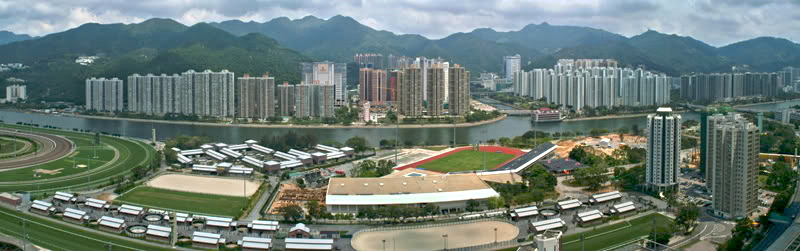
屋苑全景圖

## 鄰近的建築及設施
- 火炭站
- 火炭工業區
- 何東樓車廠
- 御龍山
- 駿景園
- 沙田馬場及彭福公園
- 落路下
- 榕翠園
- 大埔公路
- 香港體育學院
- 賽馬會體藝中學
- 樂信徑燒烤場
- 山尾街遊樂場
- 禾寮坑遊樂場

## 重大意外
2011年11月，銀禧花園3座30樓發生三級大火，消防出動120人、6隊煙帽隊及3條消防喉到場灌救，超過230名住客需要緊急疏散，兩名住客吸入濃煙不適，一頭金毛尋回犬被困遭焗死，起火原因仍然待查，初步相信無可疑。

## 註解
1. 1 2  1980年起參與